# نسوية أهلية
النسوية الأهلية هي نظرية وتطبيق تقاطعيان للنسوية، تركّز على إنهاء الاستعمار، والسيادة الأهلية، والحقوق الإنسانية للنساء الأهليات وأُسَرهن. ينصب التركيز في النسوية الأهلية على تمكين النساء في سياق قيم الحضارة الأهلية وأولوياتها، لا في سياق القيم والأولويات السائدة الأبوية البيضاء. من هذا المنظور الثقافي، يمكن أن تُقارن النسوية الأهلية بالحركة النسائية womanism في المجتمعات الأمريكية الأفريقية.
تتنوع المجتمعات الأهلية، وفي بعضها يكون للمرأة قوة معتبرة في نطاق أمّتها القَبَلية، وفي كثير منها تعيش النساء في مجتمعات أبوية. للنساء المتمكنات في منازلهن أهداف مختلفة عن أهداف اللواتي يصارعن من أجل الحقوق الإنسانية الأساسية على الجبهة الداخلية.
تطورت النسوية الأهلية الحديثة بوصفها جماعةً وتحليلا انطلاقا من الحاجة إلى تقديم المشاكل التي تواجه النساء الأهليات. سببت الأجيال الناجية من الإبادات الجماعية والاستعمار والعنصرية العرقية اختلافا في أولويات النساء الأهليات. لطالما كرهت النسوية السائدة تقديم المشكلات التي تُعَدّ أزمات طارئة في المجتمعات الأهلية. من هذه الأزمات: مشكلة النساء المفقودات والمقتولات، والتعقيم القسري للنساء الأهليات، والنضال من أجل حقوق الأرض، والإيذاء الجنسي الفظيع للنساء الأمريكيات الأصليات، خصوصا عندما يَكُنّ ضحايا رجالٍ بيض.
ترتبط النسوية الأهلية بنسوية ما بعد الاستعمار إذ تقر بالعواقب المدمرة للاستعمار على الشعوب الأهلية والأراضي التي يسكنونها، وبأهمية إنهاء الاستعمار بتفكيك الأنظمة القمعية التي كانت نتيجة للاستعمار. تصل النسوية الأهلية ببعض جوانب النسوية البيئية عدة قضايا منها: الأهمية المركزية لأراضي الجدود، وحقوق امتلاك الأراضي، والصراعات البيئية. من المهم تمييز النسوية الأهلية من النسوية السائدة البيضاء وأشكالها الأخرى (كالنسوية الليبرالية والنسوية المستشرقية) لأن «للنسوة الأهليات تجارب معينة مختلفة تشكل علاقتنا بالمواضيع الأساسية» تختلف عن تجارب النساء غير الأهليات.
عُرفت النسوية الأهلية كذلك بأسماء أخرى محددة جغرافية، منها: نسوية الأمريكيات الأصليات في الولايات المتحدة، نسوية الأمم الأولى في كندا، النسوية الأسترالية الأصلية في أستراليا. على الرغم من الكلمة العامة العالمية «الأهلية»، فإن معظم النصوص التي تشير إلى «النسوية الأهلية» تركز على الشعوب الأصلية لأمريكا الشمالية (الأمريكيون الأصليون، الأمم الأولى، الإنويت والميتيس).

## آثار الاستعمار
في معظم المجتمعات الأهلية، كان الاستعمار والمسيحية هما اللذان جلبا أضر التغييرات وأعمقها في معاملة النساء ومكانتهن.
فبالاستعمار صارت الشعوب الأهلية ضحية نظام عنصري أبوي غير الممارسات الاجتماعية والاقتصادية والحضارية للمجتمعات الأهلية تغييرا كبيرا. هددت القوة الاقتصادية والسياسية والروحية التي كانت للنساء في المجتمعات الأهلية الأوروبيين الواصلين الذين استعملوا «بُغض الأجانب (الزينوفوبيا) والخوف العميق من الشعائر الروحية المحلية» ليسوغوا الإبادة الجماعية وسيلةً للسيطرة. هذا و«بينما تنوعت أدوار النساء التقليدية في المجتمعات الأهلية، إذ جاء الاستعمار ورتب العلاقة بين الجنسين على نحوٍ يُخضِع فيه النساء، بغض النظر عن حالتهن السابقة». عمل الاستعمار على إعادة بناء الأنظمة الاجتماعية الأهلية لتُوائِمَ مِثالَ الأبيض المستوطِن.
الصراعات التي تواجهها الشعوب الأهلية اليوم نتيجةٌ لأفعال المستوطنين الذين أرادوا إثبات سيطرتهم بالاستيطان. جلب المستوطنون البيض معهم نوعا جديدا من النظام الاقتصادي من أمتهم الأوربية، شمل هذا النظام الملكية الخاصة، وحق التملك، والعمل المُجَندَر (القائم على النوع الاجتماعي)، إذ فُرِض كل هذا على المجتمعات الأهلية.في كتابه «اعتراف بالوجود: إعادة تشكيل الأنوثة المحلية» ذكر أندرسون أن «التفريق بين العمل العام والخاص وتقديم النظم الاقتصادية الرأسمالية عطل السلطات الاقتصادية التقليدية التي كانت للنساء الأهليات». الفقر مشكلة لكثير من الناس المحليين، ويمكن أن يرجع هذا إلى الأمثلة الاقتصادية المصطنعة للمستوطن المفروضة على الجماعات الأهلية. وفي سبيل نزع القوة السياسية من النساء، فرض المستوطنون أنظمة على الناس الأهليين، من أمثلتها القانون الهندي في كندا. عرفت هذه الحركة مكانة النساء أحط من مكانة الرجال. تحددت الهوية الأهلية والمكانة بعد ذلك بناءً على سلسلة النسب الأبوي، وهو ما أَخْسَر النساء كثيرا من قوتهن المجتمعية والسياسية.تتصل عادةً قوة النساء الروحية بقوتهن السياسية، إذ يوحي الدور الديني أو الروحي للنساء بدورٍ سياسي حقيقي. نتيجة لذلك،  «أَقْصَت التقاليد الدينية الأبوية المغايِرة النساء وثنائيي الروح من الأدوار القيادية».وضعت خسارة القوة القيادة الاقتصادية والسياسية والروحية الأهليين تحت خطرٍ متزايدٍ من العنف. الحجة الكلية لآثار الاستعمار  «ليست مجرد أننا نُسْتَعمَر، بل أننا نفترض أن حكومة الدولة الوطنية هي خيرُ طريقةٍ لحُكم العالم».

## النظرية والدراسة
تسعى النسوية الأهلية إلى البناء على الأدوار التقليدية، مع إشراكِ الأفكار النسوية التقاطعية الحديثة أيضا. تختلف النسوية الأهلية عن نسوية ما بعد الاستعمار، إذ احتج البعض أن نظرية ما بعد الاستعمار عمومًا تجاهلت تاريخ الاستعمار كما روتها الشعوب الأهلية. أظهر باحثون أهليون آخرون (مثل روبرت ووريور، وإليزابيث كوكلن، وكرايغ ووماك) اهتماما بعيوب نظرية ما بعد الاستعمار وتطبيقها على الدراسات الأهلية. لا تثق النسوية الأهلية بالنماذج النظرية الغربية لأنها قد تهمش وجهات النظر الأهلية. في «من سرق دراسات الأمريكان الأصليين؟» ناقشت كوكلن الجدال القائم حول ما الذي يحدد ما بعد الاستعمار، ومن لهُ أن يحدد أن مجتمعا ما قد تجاوز الاستعمار.نتيجة لذلك، انتقل كثير إلى النسوية الأهلية بوصفها طريقة لإصلاح مشكلات نسوية ما بعد الاستعمار.
جاء تطور النسوية الأهلية الحديثة من المكافحة ضد محاولة تطبيق النسوية الغربية على السواء على جميع النساء، بغض النظر عن تجاربهن. تُرى هذه المحاولات على أنها عديمة الجدوى لأنها تتجاهل التنوع الكبير في تجارب النساء والأهليين.  بناء على النظرية التقاطعية التي وضعها كمبرلي كرينشو، فإن النسوية الأهلية تسعى إلى عكس الأساليب التي  «تضاد بها النسوية البيضاء أو تتجاهل الاختلافات بين الجماعات».
حاجت شيريل سوزاك وشاري هندروف في كتابهما  «النساء الأهليات والنسوية: السياسة والنشاط والثقافة» أنه:  «على الرغم من أن النسوية الأهلية فرع جديد في البحث العلمي، فإنها نشأت على تاريخ نضال النساء وثقافتهن التي استهدفت محاربة التمييز الجندري وتأمين العدالة الاجتماعية للنساء الأهليات ومضادة المَحوِ المجتمعي والتهميش وهي المساعي التي تقع -جدلًا- تحت عنوان النسوية، بغض النظر عن  علاقة النساء الأهليات المشحونة مع هذا المصطلح ومع حركات النسوية السائدة».من الجديرِ ذكرُ أن القضايا الطارئة في النسوية الأهلية تعبر الحدود بين ما يُعَدُ نسويا وما يُعَد أهليا.
تشكل جزء كبير من النسوية الأهلية حول القضايا التي سببها الاستعمار.فالنسوية الأهلية نتيجة مباشرة وجواب مباشر للاستعمار والاضطهاد المستمر للشعوب الأهلية حول العالم. تسمح الحاجة لمساءلة الممارسات الثقافية من الداخل للنساء الأهليات أن يشكلن مجتمعاتهن وتشجع حقهن في تقرير المصير وامتلاكهن لثقافتهن. يضيء التفريق بين النسوية الأهلية والنسوية البيضاء كيف أن النسوية البيضاء قد لا تلائم تماما التجارب الأهلية.
كذلك فإن النسوية الأهلية في جانب عن بقية حركات الحقوق الأهلية، مثل نظرية التحرير الأهلي، لأن هذه النظريات «لم تتنبه إلى التمييز الجندري الذي جاء به الاستعمار والعنصرية العرقية للرجال والنساء، أو إلى الذكورية الموجودة في أساس بعض المجتمعات». يختار بعض الأهليين ألا يسموا أنفسهم نسويين، فيبعدون أنفسهم عن النسوية السائدة. لهذا الاختيار أسباب كثيرة، إذ يحاجج كيم أندرسون أنه إذا كانت النسوية الغربية كريهة لأنها تركز على الحقوق لا على الواجبات، فإن علينا أن نتحمل المسؤولية جديًا ونسأل إن كنا مسؤولين أمام جميع أعضاء مجتمعاتنا. إذا رفضنا المساواة من أجل إقرار الاختلاف، فإننا نحتاج إلى تأكيد أن هذه الاختلافات متضمنة في أنظمة تمكن جميع أفراد المجتمع. إذا كنا نرى أن اللبرالية الغربية والاستقلالية الفردية تستثمران النسوية، فإن علينا أن نؤكد مساعينا الجمعية لخدمة جميع أفراد الجماعة. وإذا كنا نريد أن نتبنى العناصر الأساسية الأنوثية التي تراها النسوية الغربية مشكلة، فإن علينا أن نؤكد أن هذه المفاهيم لا ينبغي أن تحصر تفسيراتها في التفسير الحرفي أو الأبوي.
يعد كثير من الباحثون والناشطون أن أن النسوية الأهلية من النسوية المتطرفة، لأنها تنادي بثورة على جميع أنظمة القوة التي تنظم إخضاع النساء بناء على أفضلية الذكر والاختلاف العرقي. تشجع النسوية الأهلية المشاركة في إنهاء الاستعمار اللازم للنساء والرجال جميعا. وقالت ميرنا كننغهام (مستيكا) أن: «الصراع بين الشعوب الأهلية ليس تهديدا لصراعاتنا نحن النساءَ الأهليات. بل على نقيض هذا، نرى هذه الصراعات متبادلة.» يعد إنهاء الاستعمار الأداة الأولى لمحاربة إخضاع الشعوب الأهلية.

## نقد النسوية الأهلية
من النقود التي وجهها بعض الأكاديميين الغربيين والكتاب العوام للنسوية الأهلية أنها  «اختارت أن تبعد نفسها عن النسوية». تنظر بعض النساء الأهليات إلى النسوية على أنها غير مهمة إذ إن مكانة النساء في بعض هذه المجتمعات كانت أعلى قبل الاستعمار. يعني هذا، كما ذكر هول، أنك إن كنتَ  «أهليًا»، فإنك من ثم  «نسوي».لكن هذا النقد ينبني على تعريف للنسوية (أو  «النسوية البيضاء») على أنها  «الخطابات الاستعمارية المتعلقة بالنساء الغربيات فقط».تُعَد النسوية عادةً ظاهرةً أمريكية بيضاء، إذ يعتبر باحثون كثيرون ونسويات أن النسوية البيضاء لا تفي باهتمامات النساء اللواتي من خلفيات متنوعة.تحاج النسوية الأهلية الأسترالية آيليين مورتون-روبنسون أن كل النساء الأهليات جربن العيش في مجتمع يضعهن على جنب، ويجب أن يُجابَه هذا بممارسة النسوية الأهلية.يُفترض أن النسوية كلها تُعنى بالأشكال المتصلة من الاضطهاد الذي تتعرض له كل النساء، ولكن تاريخيا، فإن العنصرية، وتجاهل غير الأهليات للأهليات، كان موجودا في النسوية، وقد أبعدت بعض الصراعات (مثل أزمة النساء الأهليات المفقودات والمقتولات) النساء الأهليات فلم يرينَ النسوية مرحِبة بهن، أو معنية بمشاكلهن الأساسية.
معظم النصوص المعنونة بالنسوية الأهلية تشير إلى الشعوب الأصلية في الولايات المتحدة الأمريكية فقط، وبعضها الأقل يشير إلى شعوب الأمم الأولى في كندا. هذه هي الحالة عادةً عندما يُشار إلى  «النسويات الأهليات»، مثل ليان بيتاساموسيك سيمبسون، وليسلي مارمون سيلكو.
للنسوية أشكال عديدة تُعنى بالشعوب الأهلية، وقد تتبع نظريات أو مواضيع أو دراسات مشابهة للنسوية الأهلية، على أنها لا تُسمَى «نسوية أهلية». من هذه الأشكال: النسوية التقاطعية والنسوية العابرة للحدود ونسوية ما بعد الاستعمار ونسوية الهاواويين الأصليين ونسوية الهند والنسوية الآسيوية. تتميز هذه الأشكال كُلٌ على حدة، من ناحية الدراسة والنشاط، حسب الاختلافات الطفيفة في المعتقدات والاهتمامات. نادى البعض باتحاد أكبر بين هذه المجموعات والنظريات والمساعي.

## نقد الحركة النسائية الأصلية
من بين الانتقادات الموجهة إلى النسوية الأصلية بين بعض الأكاديميين الغربيين وكتاب الثقافة الشعبية أن السكان الأصليين «يختارون الابتعاد عن الحركة النسائية».  ينظر إلى الحركة النسائية على أنها غير مهمة من قبل بعض نساء الشعوب الأصلية لأن وضع المرأة في بعض هذه المجتمعات كان أعلى قبل الاستعمار. وهذا يعني، حسب هول، أن تكون «أصليًا» بطبيعته «نسوي».  لكن هذا النقد نفسه يعتمد على تعريف النسوية (أو «النسوية البيضاء») باعتباره «الخطابات الاستعمارية ذات الصلة بالمرأة الغربية فقط».  غالبًا ما يتم تعميم النسوية ككل كظاهرة أمريكية بيضاء، حيث يجادل العديد من العلماء والحركات النسائية بأن النسوية البيضاءيعالج مخاوف النساء من خلفيات أكثر تنوعا.  تجادل النسوية الأسترالية الأصلية، أيلين موريتون روبنسون، بأن جميع نساء الشعوب الأصلية يجربن العيش في مجتمع يطردهن جانباً، وهو أمر يحتاج إلى تحدي من خلال ممارسة النسوية الأصلية.  الرغم من أن كل النسوية تهدف إلى تحديد أشكال الاضطهاد المترابطة التي تؤثر على جميع النساء، إلا أن العنصرية والتاريخية جنبًا إلى جنب مع الجهل غير الأصلي لاستمرار وجود المرأة الأصلية ونضالها الخاص (مثل نساء الشعوب الأصلية المفقودات والمقتولات.الأزمة) استمرت في عزل نساء السكان الأصليين الذين لا يرون أن التيار النسوي السائد يرحب بهم أو يعالج مخاوفهم الأكثر أهمية.
تشير غالبية النصوص التي تُسمى «نسوية السكان الأصليين» فقط إلى السكان الأصليين للأمريكيين الأصليين في الولايات المتحدة، وإلى حد أقل، إلى شعوب الأمم الأولى في كندا . هذا هو الحال غالباً عند الإشارة إلى «النسويات من السكان الأصليين» بأنفسهن، مثل ليان سيمبسون وليسلي مارمون سيلكو.
هناك العديد من أشكال الحركة النسائية التي تتعامل مع السكان الأصليين وقد تتبع نظريات و / أو مواضيع و / أو منح دراسية مماثلة عن الحركة النسوية للسكان الأصليين، ولكنها لا تُعرّف بشكل مباشر باسم «نسوية السكان الأصليين». هذه النماذج النسوية ويمكن أن تشمل الحركة النسوية المتعدد الجوانب، عبر الوطنية النسوية، الحركة النسوية بعد الاستعمار، هاواي الأصليين النسوية، الحركة النسائية في الهند، والحركة النسوية الآسيوية . غالبًا ما يتم فصل هذه الأشكال من الحركة النسائية عن بعضها البعض، سواء في المنح الدراسية أو النشاط، بسبب الاختلافات الطفيفة في المعتقدات والتركيز. دعا البعض إلى مزيد من الوحدة بين هذه المجموعات، النظريات والمناهج.